# Alopecosa valida
Alopecosa valida este o specie de păianjeni din genul Alopecosa, familia Lycosidae. A fost descrisă pentru prima dată de Lucas, 1846. Conform Catalogue of Life specia Alopecosa valida nu are subspecii cunoscute.